# Geschichte der Afroamerikaner

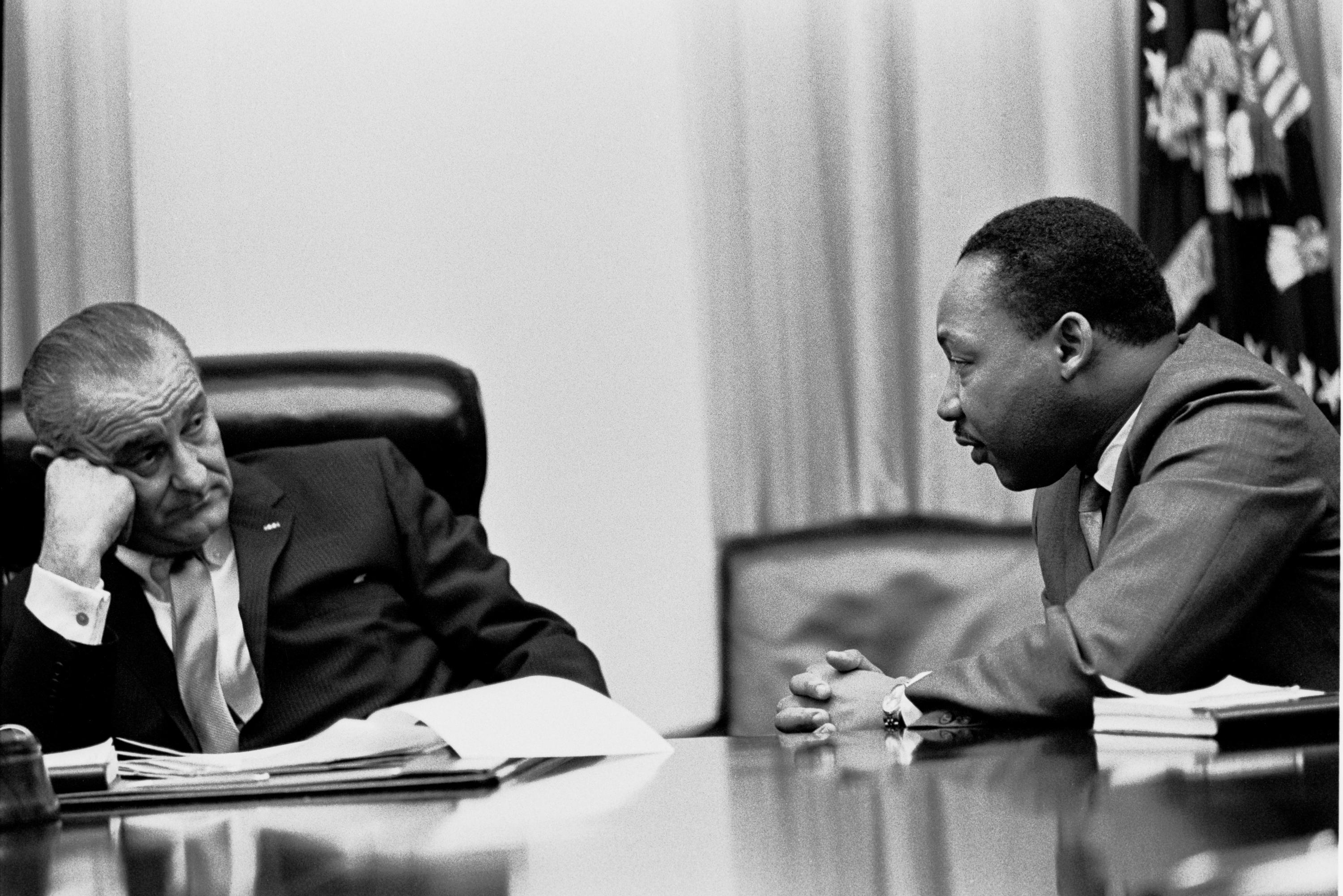
Der Bürgerrechtler Martin Luther King im Gespräch mit US-Präsident Lyndon B. Johnson (1966)

Die Geschichte der Afroamerikaner ist die der rund 40 Millionen Bürger der USA, deren Vorfahren in der frühen Neuzeit im Zuge des atlantischen Sklavenhandels überwiegend aus dem Afrika südlich der Sahara nach Nordamerika verschleppt und dort als Arbeitskräfte ausgebeutet wurden. Der Einfluss dieser Bevölkerungsgruppe prägt seit je her die Geschichte der Vereinigten Staaten, deren Politik, Gesellschaft und Kultur und ist nicht nur durch Rassismus, Diskriminierung, Ausbeutung und Gewalt geprägt, sondern auch vom Kampf um Freiheit, Emanzipation und Bürgerrechte.
Ihre Geschichte beginnt 1619 mit der Ankunft der ersten afrikanischen Sklaven in Virginia, einer der britischen Kolonien in Nordamerika, aus denen 1776 die Vereinigten Staaten hervorgehen sollten. In großer Zahl wurden versklavte Afrikaner aufs nordamerikanische Festland verschleppt, nachdem die äußerst profitable Plantagenwirtschaft  in den südlichen Kolonien ihren Bedarf an Arbeitskräften nicht mehr durch europäische Vertragsknechte oder einheimische Lohnarbeiter decken konnte. Während die Nordstaaten nach 1776 allmählich von der Sklaverei abrückten, hielten die Südstaaten an ihr fest und bauten sie aus. Weiße und schwarze Abolitionisten wie Frederick Douglass setzten sich seit Mitte des 19. Jahrhunderts verstärkt für die Abschaffung der Sklaverei ein. Die wirtschaftlichen und politischen Gegensätze zwischen Nord- und Südstaaten entluden sich 1861 im Sezessionskrieg, der mit der Niederlage des Südens endete. Am 1. Januar 1863 trat die Emanzipationsproklamation in Kraft, mit der die Regierung Lincoln als Kriegsmaßnahme alle Sklaven in den aufständischen Bundesstaaten für frei erklärte. Auf dem gesamten Gebiet der USA wurde die Sklaverei am 31. Januar 1865 durch den 13. Verfassungszusatz aufgehoben. Der 14. Zusatzartikel gestand den Afroamerikanern formell auch dieselben Bürgerrechte wie den Weißen zu.
All dies und die bereits früher erfolgte Abschaffung des Sklavenhandels führte jedoch weder in den Nord- noch in den Südstaaten zu einer faktischen Gleichstellung der Afroamerikaner. Vom Ende des 19. Jahrhunderts bis in die 1960er Jahre bestand in den USA ein umfassendes System der Segregation, durch das Afroamerikaner gegenüber Weißen in fast allen Lebensbereichen benachteiligt waren. Grundlegende Veränderungen – die Abschaffung der Segregation und eine faktische rechtliche Gleichstellung – konnte der afroamerikanischen Minderheit erst die Mitte der 1950er Jahre entstandene, damals von Martin Luther King geführte Bürgerrechtsbewegung erkämpfen. Viele durch den Rassismus entstandene Umstände – besonders die Benachteiligung der Afroamerikaner im Wirtschafts- und Bildungsbereich, ihre Diskriminierung im Alltag und im Justizwesen sowie die Ideologie der White Supremacy – blieben jedoch bestehen sind bis heute unbewältigte Probleme der amerikanischen Politik und Gesellschaft.

## Kolonialzeit
Als einer der ersten Menschen afrikanischer Abstammung, die sich auf dem späteren Staatsgebiet der Vereinigten Staaten niederließen, gilt Juan „Jan“ Rodrigues, ein kreolischer Kaufmann oder Schiffsagent, der, von seiner Heimatinsel Hispaniola kommend, mit dem niederländischen Schiff Jonge Tobias 1612 auf Manhattan landete.
Die Afroamerikaner als Bevölkerungsgruppe der USA führen ihre Geschichte auf die Landung des Kaperfahrers „White Lion“  im Hafen von Point Comfort in Virginia im August 1619 zurück. Ein Jahr vor der Ankunft der „Mayflower“ und der so genannten Pilgerväter, deren Geschichte zu den Gründungsmythen der weißen Amerikaner gehört, brachte die „White Lion“ 20 bis 30 Afrikaner nach Amerika. Sie stammten wahrscheinlich aus dem Königreich Ndongo im heutigen Angola, wo sie von portugiesischen Sklavenhändlern entführt worden waren. Deren Schiff wiederum fiel den Freibeutern in die Hände, die die versklavten Afrikaner in Virginia gegen Verpflegung eintauschten. Unter den Gefangenen befanden sich ein Mann und eine Frau, von ihren Entführern Antony und Isabella genannt, deren Sohn William der nachweislich erste in Nordamerika geborene Mensch afrikanischer Herkunft war.
Die letzten versklavten Afrikaner erreichten vermutlich 1860 mit der Clotilda die USA. Unter ihnen war Cudjoe Lewis, der der afroamerikanischen Anthropologin, Zora Neale Hurston, im Jahr 1927 seine Lebensgeschichte erzählte, die allerdings erst 2018 veröffentlicht wurde. Für das Königreich Dahomey (sowie diverse weitere Stämme) war der Handel mit Sklaven zum Geschäftsmodell geworden, so dass regelmäßig Kriege geführt wurden, um auf Menschenjagd zu gehen. Die Gefangenen wurden in der Nähe von Häfen in Lagerhäuser gesperrt und für den Besuch von Sklavenhändlern bereitgehalten. Pro Person zahlten Händler, kurz vor Abschaffung der Sklaverei, etwa 100 Golddollar.

## Religion
Zum Ausdruck Schwarze Kirchen siehe Afroamerikanische Religion in den Vereinigten Staaten. In den afrikanischen Kirchen wurden die Grenzen zwischen freien und unfreien Schwarzen verwischt; Sklaven konnten aufgrund ihrer Armut in diesen Gemeinschaften keine Führungspositionen übernehmen; vereinzelt wurden sie jedoch Diakone oder Geistliche. Zu diesen Kirchen zählt die African Orthodox Church.
Nach einer Umfrage aus dem Jahr 2007 waren damals mehr als die Hälfte der Afroamerikaner Mitglied einer Schwarzen Kirche. Am zahlreichsten sind Baptisten, denen die National Baptist Convention und die National Baptist Convention of America angehören. Die zweitgrößte Konfession sind Methodisten, die sich in die African Methodist Episcopal Church und die African Methodist Episcopal Zion Church aufteilen. Die Pfingstbewegung ist in verschiedenen Gruppen vertreten, darunter in der Kirche Gottes in Christus. 5 % der Afroamerikaner gehören der katholischen Kirche an. 22 % der Zeugen Jehovas in den USA sind Afroamerikaner.
20 % der Muslime in den USA sind Schwarze. Zu Beginn des 20. Jahrhunderts konvertierten einige Afroamerikaner zum Islam, hauptsächlich unter dem Einfluss des schwarzen Nationalismus, aus dem synkretistische Bewegungen wie der Moorish Science Temple of America und die Nation of Islam hervorgingen. Der frühere Boxweltmeister Muhammad Ali und der frühere Bürgerrechtler Malcolm X gehörten zunächst der Nation of Islam an, traten jedoch später aus. Malcolm X schloss sich nach seiner Pilgerfahrt nach Mekka der traditionellen sunnitischen Richtung des Islam an, Muhammad Ali wurde 2005 unter der Anleitung von Scheich Hisham Kabbani, dem Vorsitzenden und Mitbegründer des Islamic Supreme Council of America, ein Anhänger des Sufismus.

## Von der Unabhängigkeit bis zum Sezessionskrieg

### Situation in den nördlichen Bundesstaaten
In den nördlichen Bundesstaaten – in Neuengland, New York, New Jersey und Pennsylvania – wurde die Sklaverei von 1777 bis 1865 in vielen Einzelschritten per Gesetz abgeschafft. Ein großer Teil der Sklaven, die zum Zeitpunkt der Gründung der Vereinigten Staaten in den Nordstaaten lebten, blieb jedoch zeitlebens unfrei. Auch diejenigen Afroamerikaner, die formal frei wurden, waren – aus Armut oder weil die Sklavenhalter sie nur unter dieser Bedingung freiließen – häufig gezwungen, sich als Schuldknechte erneut in langfristige Abhängigkeit zu begeben. Viele ehemalige Sklavenhalter profitierten davon, dass sie ihre formal freien ehemaligen Sklaven weiter unter ausbeuterischen Bedingungen für sich arbeiten lassen konnten, ohne Verantwortung für sie tragen zu müssen. Abhängig gehalten wurden viele ehemalige Sklaven auch dadurch, dass Sklavenhalter deren Ehepartner oder Kinder weiterhin versklavt hielten. Bis 1865 konnten Afroamerikaner nicht amerikanische Staatsbürger werden, und auch in den so genannten „freien Staaten“ verhinderten die sogenannten „Jim-Crow-Gesetze“ die Integration der Schwarzen in einer freien Gesellschaft.
In vielen Teilen auch des Nordens waren freie Schwarze denselben rechtlichen Bestimmungen unterworfen wie Sklaven: sie unterlagen Ausgangssperren und Reisebeschränkungen, waren nicht wahlberechtigt, durften nicht Mitglied in Geschworenenjurys werden, nicht vor Gericht aussagen oder in die Streitkräfte eintreten.
In den Städten wurde die Rechtsform der Term Slavery eingeführt, einer Form der Sklaverei, bei der der Sklave nach einer definierten (meist größeren) Zeitperiode die Freiheit erhalten sollte. Dies erlaubte es den Sklavenhaltern, die Arbeitskraft der Sklaven zu nutzen, solange diese jung waren, sich der Verantwortung für sie jedoch zu entledigen, bevor sie alt wurden.
Eine andere Form der Verzögerung der Freilassung war die so genannte „forced apprenticeship“, bei der afroamerikanische Kinder und Jugendliche, die formal frei waren, per Gerichtsbeschluss und meist gegen den Willen ihrer Eltern im Haushalt eines „Lehrherrn“ untergebracht wurden.
Dass die Abschaffung der Sklaverei und die Gleichstellung der Afroamerikaner so zögerlich erfolgte, führte auch innerhalb der schwarzen Gemeinschaft zu einer Spaltung. Die Lebensbedingungen derjenigen Afroamerikaner, die bis zur endgültigen Auflösung der Sklaverei unfrei blieben, unterschieden sich grundlegend von denen derjenigen, die bereits bald nach der Unabhängigkeitserklärung in Freiheit gelangt waren. Letztere waren emanzipiert und begannen, das afrikanische Leben historisch zu rekonstruieren, sie redefinierten den Begriff der Rasse, das Verhältnis von Schwarzen und Weißen ebenso wie das Verhältnis von Schwarzen untereinander. Über alle Unterschiede hinweg verständigten die Afroamerikaner sich untereinander auf die Selbstbezeichnung „afrikanisch“. Als Ausdruck ihrer persönlichen Befreiung und als Akt der politischen Herausforderung nahmen diese ehemaligen Sklaven neue Namen an. Statt der Stummel- und herabsetzenden Namen, die die Halter ihnen oft gegeben hatten, gaben sie sich volle Vor- und Übernamen. Häufig gewählte Übernamen waren Freeman, Newman, Somerset und Armstead, noch öfter nahmen befreite Sklaven jedoch geläufige angloamerikanische Familiennamen wie Jackson, Johnson oder Morgan an.
Viele befreite Sklaven, die erst jetzt das Recht dazu erlangten, heirateten ihre bisherigen Sexualpartner bzw. legalisierten ihre Familien. Andere begaben sich auf die Suche nach Partnern und Kindern, von denen sie – eventuell in den Wirren des Unabhängigkeitskrieges – getrennt worden waren. Selbst wenn Partner und Kinder ausfindig gemacht waren, waren viele freie Schwarze jedoch zu arm, um einen gemeinsamen Haushalt einzurichten.
Die Möglichkeiten, ein gutes Auskommen zu finden, waren für Afroamerikaner gering. In den meisten Branchen waren die Arbeitgeber nicht bereit, Schwarze für qualifizierte oder lohnende Tätigkeiten einzustellen. Die meisten Arbeitsplätze für Afroamerikaner boten die Dienstleistungsbranchen, die bis dahin mit der Sklaverei identifiziert worden waren. Schwarze Frauen etwa fanden fast ausschließlich als Haushaltshilfen und Köchinnen Arbeit. Männer wurden Stallknechte, Friseure oder Kutscher. Nur einer kleinen Minderheit schwarzer Kaufleute und Fabrikanten gelang der Aufstieg in die soziale Mittelschicht.
Um das Stigma der Sklaverei abzuschütteln, wechselten viele befreite Afroamerikaner, die es sich leisten konnten, ihren Wohnsitz. Da die ländlichen Regionen arm waren und keine Perspektiven boten, zog es viele freie Schwarze in die Städte, besonders nach New York City, Philadelphia und Boston. Billige Mieten fanden sie dort nicht in schwarzen Ghettos, sondern in zum Wohnen eigentlich nicht geeigneten Industriegebieten in den Außenbezirken der Städte, wo sie zunächst neben armen Weißen lebten. Bald entstanden hier lebendige afroamerikanische Gemeinden mit schwarzen Kirchen, Schulen, Wohlfahrtsorganisationen und anderen Einrichtungen, die sich der Probleme der gerade erst befreiten Sklaven annahmen. Das Geschlechterverhältnis der Schwarzen, das bis zu den Einfuhrverboten für Sklaven stark männerlastig gewesen war, erreichte in den Städten schon im frühen 19. Jahrhundert ein Gleichgewicht. In New York City lebten im Jahr 1806 bereits mehr schwarze Frauen als schwarze Männer. Unterrepräsentiert waren in den Städten vor allem junge Männer; diese waren von ihren Eigentümern häufig in die Südstaaten verkauft worden. Da der Seehandel afroamerikanischen Männern mehr Beschäftigungsmöglichkeiten bot als irgendein anderer Wirtschaftszweig im Norden, waren auch viele zur See gegangen.
In den Städten und den dort gegründeten afroamerikanischen Institutionen entstand auch eine Elite, die innerhalb der schwarzen Gemeinschaft eine Führungsrolle einnahm. Dazu zählten u. a. der Reverend Richard Allen (Philadelphia) und der Freimaurer Prince Hall (Boston). Solche Black Petitioners, die gebildeter und wohlhabender waren als die meisten anderen ehemaligen Sklaven und die engere Beziehungen zu Weißen hatten, begannen den Interessen der Afroamerikaner Gehör zu verschaffen und politischen Druck auszuüben. Insbesondere setzten sie sich für ein Verbot des Sklavenhandels, für eine allgemeine Emanzipation der Sklaven und schließlich auch für die rechtliche Gleichstellung der Afroamerikaner ein. Außerhalb der schwarzen Öffentlichkeit und selbst bei den meisten anderen Schwarzen wurden ihre Forderungen jedoch kaum zur Kenntnis genommen.

### Situation im Oberen Süden
In Delaware, Maryland und im Westen Virginias, dem Oberen Süden, verlor die Sklaverei allmählich ihr wirtschaftliches Fundament, als die Plantagenwirtschaft dort in den letzten Jahrzehnten des 18. Jahrhunderts zunehmend einer landwirtschaftlichen Mischkultur wich. Die Arbeits- und Lebensbedingungen der verbleibenden Sklaven änderten sich grundlegend. Da in der neuen Wirtschaftsform immer weniger von ihnen eingesetzt werden konnten, wurden viele freigelassen, andere dagegen profitabel in die südlich angrenzenden Bundesstaaten verkauft, wo Tabak- und Baumwollplantagen weiterhin expandierten. Zu einer zügigen Abschaffung der Sklaverei kam es jedoch auch im Oberen Süden nicht; durch Maßnahmen wie Contingent Manumission und neue Formen der Unfreiheit wie Term Slavery wurde diese – sehr zum Nutzen der Unternehmer – vielmehr langfristig verschleppt. Nur selten konnten Sklaven sich durch Selbstkauf befreien, da sie kaum über genug Geld verfügten. Umso härter arbeiteten freie Afroamerikaner, um ihre Angehörigen freizukaufen. Auch eine Flucht kam am ehesten für solche Sklaven in Frage, deren Angehörige oder Freunde in Freiheit lebten.
Nach ihrer Freilassung nahmen die ehemaligen Sklaven neue, vollständige Namen an; meist wählten sie weit verbreitete angloamerikanische Namen, oftmals aber auch Namen wie Freeman, Freeland oder Liberty. Viele der Befreiten wechselten den Wohnsitz; andere konnten dies nicht, weil sie in der Nähe von Angehörigen und Freunden bleiben wollten, die immer noch unfrei waren. Zu einer Landflucht wie im Norden kam es im Upper South nur in geringem Umfang.
Überall, wo Afroamerikaner die Freiheit erlangten, begegneten sie gesellschaftlicher Ächtung und Diskriminierung; sie wurden ausgeschlossen. Es entstanden neue Gesetze, die die Unterordnung der Schwarzen auch über die formale Abschaffung der Sklaverei hinweg erzwang. Grundlegende Rechte wie das Wahlrecht, die Mitwirkung in Geschworenengerichten, das Recht, vor Gericht auszusagen oder ins Militär einzutreten, aber z. B. auch das Recht, Hunde zu halten oder Gewehre zu tragen, blieben ihnen vorenthalten. Es gab Passgesetze, die verhinderten, dass Afroamerikaner frei reisen konnten. Schwarze waren verpflichtet, sich alljährlich bei ihrer County-Behörde zu melden.
Während im Wirtschaftsleben des Nordens Afroamerikaner kaum eine Rolle spielten, nahmen sie im Handwerk und im städtischen Dienstleistungsbereich des Upper South eine zentrale Position ein. Schwarze arbeiteten dort in großer Zahl als Barbiere, Caterer, Fuhrleute und Schuster. Die meisten freien Schwarzen in den Städten waren jedoch arm und besitzlos.
Wie im Norden, so entstand auch im Upper South eine kleine afroamerikanische Führungsschicht, deren bedeutendste Vertreter der Methodistenprediger Daniel Coker (Baltimore), Christopher McPherson (Richmond) und Caesar Hope (Williamsburg) waren. In Baltimore kandidierte 1792 der Afroamerikaner Thomas Brown, ein Veteran des Unabhängigkeitskrieges, für einen Sitz im Abgeordnetenhaus von Maryland.

### Situation im Unteren Süden
Auch in South Carolina und Georgia stieg die Zahl der freien Afroamerikaner nach dem Ende des Unabhängigkeitskrieges leicht an. Viele dieser Menschen, die sich vor allem in den großen Hafenstädten ansiedelten, waren aus Saint-Domingue (Haiti vor der Unabhängigkeit) zugewandert. Andere – vor allem Frauen, und unter diesen überproportional viele Hausangestellte – waren von ihren Eigentümern freigelassen worden. Wieder andere waren von ihren Eigentümern so gefördert worden, dass sie sich durch Selbstkauf befreien konnten. Stärker als im Upper South und im Norden, wo befreite Sklaven mit ihren ehemaligen Haltern meist vollständig brachen, suchten ehemalige Sklaven im Lower South die Patronage ihrer bisherigen Eigentümer. Als Freie nahmen sie deren Namen an und verließen auch die Region nicht, sondern blieben in der Nähe. Manche Sklavenhalter halfen ihren befreiten Sklaven mit finanzieller oder sonstiger Unterstützung bei der Begründung einer selbstständigen wirtschaftlichen Existenz.
Die Fortsetzung der Bindung an die ehemaligen Herren brachte vielen Sklaven fragile ökonomische Vorteile, jedoch keine Gleichheit. Auch als Freie blieben Schwarze Bittsteller und Petitionäre, selbst wenn sie vor Gericht gingen. In vielen Staaten, z. B. in South Carolina, hatten freie Schwarze eine jährliche Kopfsteuer (Free Negro Capitation Tax) zu zahlen. Um soziale Akzeptanz zu gewinnen und im Rahmen ihrer bescheidenen finanziellen Möglichkeiten versuchten sie, dem Lebensstil ihrer Gönner nachzueifern, und hielten darum gelegentlich sogar selbst Sklaven. Aus der Sicht der weißen Sklavenhalter gab es für die gesellschaftliche Zuverlässigkeit eines freien Menschen keinen umfassenderen Beweis als seinen Eintritt in die Sklaven haltende Klasse. Während der ersten Jahre des 19. Jahrhunderts hat fast ein Drittel der freien schwarzen Familien in Charleston Sklaven angeschafft, von denen viele freilich eigene Angehörige waren, die auf diese Weise die Freiheit erlangen sollten. Für andere, etwa eine kleine Anzahl schwarzer Pflanzer am Rande der Stadt, war die Sklavenhaltung dagegen ein reines Geschäft.
Unter den Organisationen, die die freie afroamerikanische Elite ins Leben rief, ist besonders die 1790 in Charleston gegründete Brown Fellowship Society zu nennen, ein Gegenseitigkeitsverein (engl.: mutual association), der anfangs nur hätte sicherstellen sollen, dass die Mitglieder Zugang zu demjenigen guten Friedhofsland erhielten, das die Weißen ihnen vorenthielten. Sehr bald entwickelte sich die Society jedoch zu einem exklusiven, kastenbewussten Club, zu dem auch die Mehrzahl der Schwarzen keinen Zutritt hatte. Eine Gruppe besonders dunkelhäutiger Afroamerikaner, die aufgrund ihrer Hautfarbe nicht aufgenommen wurden, gründeten wenig später eine eigene Organisation, die Humane Brotherhood. Die Hautfarbenideologie, die in der Sklavenhaltergesellschaft entstanden war, prägte nun auch die schwarze Gemeinschaft selbst und trug zur Entstehung einer rassischen Hackordnung bei.

### Situation im Tiefen Süden
In den spanisch kontrollierten Teilen des Tiefen Südens, wo ein vergleichsweise liberales Freilassungsrecht galt, stieg der Anteil der freien schwarzen Bevölkerung in der zweiten Hälfte des 18. Jahrhunderts deutlich an. Auch nach dem Ende der spanischen Herrschaft (1800) und dem Louisiana Purchase (1803), mit dem Louisiana an die USA fiel, blieb es vielen Sklaven möglich, sich durch Selbstkauf selbst zu befreien. Die freie schwarze Bevölkerung des Tiefen Südens zog es in die Städte, besonders nach New Orleans, Mobile und Pensacola. Deren freie schwarze Bewohnerschaft stieg beständig an, auch durch Zuwanderung aus der Karibik. So fanden allein in New Orleans Tausende von Schwarzen Zuflucht, die aus Saint-Domingue geflohen, 1809 aber auch aus Havanna vertrieben worden waren. Diese schwarzen Städter bildeten eine kosmopolitische Gemeinschaft, die ein ausgeprägtes eigenes Kulturleben besaß, von starkem Selbstbewusstsein erfüllt war und gegenüber Plantagensklaven eine unüberwindliche kulturelle Distanz empfand. Beschäftigung fanden freie schwarze Männer dort in Dienstleistungsberufen, etwa als Barbiere, Kutscher und Stallbetreiber; schwarze Frauen verdienten sich ihren Lebensunterhalt als Näherinnen, Schneiderinnen und Hausiererinnen.
Wie im Oberen Süden blieben freie Afroamerikaner ihren ehemaligen Herren, die sie freigelassen hatten, auch im Tiefen Süden loyal verbunden. Sie nahmen deren Familiennamen an und ließen sich katholisch trauen bzw. ihre Kinder katholisch taufen; die ehemaligen Sklavenhalter standen dabei Pate, notarisierten Rechtsdokumente und traten als Bürgen auf, wenn ihre ehemaligen Sklaven Darlehen beantragten. Ebenso wie im Upper South standen freie Afroamerikaner, die ihren sozialen Stand verbessern wollten, auch im Deep South unter dem Druck, selbst Sklaven anzuschaffen. Der Abolitionismus, der von den Afroamerikanern in den nördlichen Bundesstaaten mit Nachdruck vertreten wurde, fand in der schwarzen Gemeinschaft des tiefen Südens infolgedessen kaum Anhänger.
Nach dem Ende der spanischen Herrschaft wurden nicht nur die Gesetze verschärft, die die Freilassung von Sklaven regelten, sondern auch die Gesetze für freie Afroamerikaner. So durften diese nun keine Waffen mehr tragen und wurden im Falle von Gesetzesverstößen strenger bestraft als Weiße. Sklaven durften vor Gericht gegen freie Schwarze aussagen, aber nicht gegen Weiße. Gouverneur William C. C. Claiborne löste nach und nach auch die schwarzen Streitkräfte von Louisiana auf.
Im Anschluss an die Deportation hunderttausender Sklaven von Nord nach Süd ab 1783 (Zweite Mittelpassage), wodurch die Sozialstrukturen der schwarzen Gemeinschaft vollständig zerstört worden waren, entstand in der Sklavengemeinschaft des Tiefen Südens erneut eine soziale Führungsschicht. Sie rekrutierte sich nun aus religiösen Führern – die schwarze Gemeinschaft war mittlerweile christianisiert –, aber auch aus Personen, die auf den Plantagen besonders exponierte Funktionen übernahmen, etwa als Heiler, Hebammen, Vorarbeiter oder Handwerker. Für die schwarze Gemeinschaft waren diese Autoritäten besonders wichtig, weil sie im Falle innerer Konflikte nicht die Instanzen der weißen Gesellschaft (z. B. Gerichte) anrufen konnte.

### Bedingungen des Sezessionskrieges
1808 wurde der Import von Sklaven formal verboten, aber das Verbot wurde kaum beachtet. 1860 lebten in den USA 3,5 Millionen versklavte Afroamerikaner in den südlichen Bundesstaaten und 500.000 freie Afroamerikaner im ganzen Land. Die Sklaverei war zunehmend umstritten, der Abolitionismus fand immer mehr Zulauf und die unterschiedlichen Wirtschaftssysteme im Norden und im Süden waren immer weniger miteinander vereinbar. Die Gegensätze führten in den 1850er Jahren zur Gründung der neuen Republikanischen Partei und 1860 zur Wahl ihres Kandidaten Abraham Lincoln zum Präsidenten der USA. Dies gab den letzten Anstoß zur Sezession der Konföderierten Staaten von Amerika, die den Amerikanischen Bürgerkrieg (1861–1865) auslöste.
Während des Bürgerkrieges kämpften über 180.000 Afroamerikaner für die Unionsarmee, viele waren in den „Farbigenregimentern“ (United States Colored Troops) organisiert.

## Vom Sezessionskrieg bis zum Beginn des 20. Jahrhunderts
Die Emanzipations-Proklamation von 1862 erklärt alle Sklaven in der Konföderation für frei; sie enthielt Ausnahmen für alle Sklaven in den Territorien, die sich nicht losgesagt hatten. Auf diese Weise wurde kein Sklave unmittelbar befreit, da das US-Recht über die Konföderierten Staaten zu diesem Zeitpunkt faktisch keine Wirkung hatte. Der 13. Zusatzartikel zur Verfassung der Vereinigten Staaten (Thirteenth Amendment to the United States Constitution, 1865) befreite alle Sklaven, auch die in den Staaten, die sich nicht abgespalten hatten. Während der Reconstruction erhielten Afroamerikaner im Süden das Recht, zu wählen und öffentliche Ämter innezuhaben, sowie eine Reihe anderer Rechte, die ihnen vorher verweigert worden waren. Nach dem Ende der Reconstruction 1877 entzogen die weißen Landbesitzer den Schwarzen mit einer Vielzahl von Maßnahmen wieder das Wahlrecht, worin sie auch durch Entscheidungen des Obersten Gerichtshofes unterstützt wurden. Sie errichteten ein System der Segregation der Rassen und terrorisierten die Schwarzen mit Gewalt einschließlich Lynchjustiz. Den schwarzen Landarbeitern und Pächtern ging es kaum besser als vor dem Bürgerkrieg.

## Von derGreat Migrationbis zur Bürgerrechtsbewegung
Die verzweifelte Lage der Afroamerikaner im Süden löste die Great Migration, die große Wanderungsbewegung im frühen 20. Jahrhundert, aus. Sie führte zusammen mit dem Anwachsen der intellektuellen und kulturellen Elite im Norden zu einem Erstarken des Kampfes gegen die Gewalt und die Diskriminierung von Afroamerikanern. Präsident Harry S. Truman reagierte zunächst mit der Executive Order Nr. 9981 vom 26. Juli 1948 und erklärte die Gleichbehandlung und Chancengleichheit aller Mitglieder der US-Streitkräfte ohne Rücksicht auf ihre Rasse, Hautfarbe, Religion oder nationale Herkunft zur Leitlinie seiner Politik. 
Eine der wichtigsten der neu entstehenden Gruppen war die National Association for the Advancement of Colored People. Sie führte einen langen juristischen Kampf, um die Segregation zu beenden, der in der Entscheidung des obersten Gerichtshofs Brown vs. Board of Education (1954) kulminierte. Danach war die Rassentrennung in Schulen verfassungswidrig.

## Die afroamerikanische Bürgerrechtsbewegung
Der Fall Brown vs. Board of Education war ein Meilenstein in der Geschichte der Bürgerrechtsbewegung. Sie war Teil einer jahrzehntelangen Strategie, um die Jim-Crow-Gesetze, wodurch die Segregation im öffentlichen Erziehungswesen, in Hotels, in öffentlichen Verkehrsmitteln, in der Arbeitswelt und beim Wohnungsbau legalisiert wurde, zu beenden und die Ausübung des verfassungsmäßig garantierten Wahlrechts für Afroamerikaner zu garantieren. Die Bewegung erreichte in den 1960ern unter Führern wie Martin Luther King, jr., James Farmer, Whitney Young und Roy Wilkins, Sr. ihren Höhepunkt. Zur gleichen Zeit sprach sich der Sprecher der Nation of Islam Malcolm X und später Stokely Carmichael von der Black Panther Party für Black Power aus. Die Ideen des schwarzen Nationalismus und des Panafrikanismus fanden breite Unterstützung unter einem Teil der Afroamerikaner.

## Jüngere Geschichte
Die Bürgerrechtsbewegung führt zu einem Anwachsen der schwarzen Mittelschicht (Sportler, Musiker, Schauspieler und Politiker wie Colin Powell oder Condoleezza Rice), während sich die Lebensbedingungen der armen Mehrheit spätestens seit Ende der 70er Jahre rasch wieder verschlechterten. Afroamerikaner stellten einen überproportional hohen Anteil an der rasch wachsenden Zahl der Gefangenen in den Gefängnissen und waren besonders stark von dem Rückgang der Realeinkommen in den unteren Einkommensschichten betroffen. Auch durch die verschärfte US-Gesetzgebung, die weniger auf Resozialisierung abzielt als vielmehr auf Abschreckung („Three-strikes-law“), hat sich die Zahl der Afroamerikaner in Haft seit 1980 etwa vervierfacht, die Zahl der Collegeabsolventen ist demgegenüber auf 30 % der Zahl des Jahres 1980 zurückgegangen. Der latent vorhandene Rassismus führte beispielsweise im Fall Rodney King Anfang der 90er Jahre zu massiven Unruhen in Los Angeles.
Mit Barack Obama wurde im Jahr 2008 der erste Afroamerikaner zum Präsidenten der Vereinigten Staaten gewählt; er ist Sohn eines schwarzen Kenianers und einer weißen Amerikanerin. Die Hoffnungen auf die Überwindung des Rassenkonfliktes durch den Abbau struktureller Diskriminierung konnte er in seinen beiden Amtszeiten (bis 2017) laut Ansicht des Tagesspiegels jedoch nicht erfüllen.
Im Jahr 2020 kam es zu Protesten infolge des Todes von George Floyd, der auf offener Straße von dem weißen Polizeibeamten Derek Chauvin getötet worden war. Anders als bei den letzten derart großen Protesten der Bürgerrechtsbewegung in den 1960er Jahren nahmen 2020 auch viele Weiße teil. Bereits seit 2013 kam es immer wieder unter dem Motto „Black Lives Matter“ zu Demonstrationen. Eine politische Debatte der jüngeren Geschichte dreht sich zudem um die Critical Race Theory.
Die andauernde, strukturelle Benachteiligung Afroamerikaner im amerikanischen Rechtssystem setzt sich weiterhin fort und ist mittlerweile auch Gegenstand der wissenschaftlichen Forschung. Die 2010 erschienene Fachpublikation The New Jim Crow, in der sich die Juristin Michelle Alexander unter anderem mit dem Phänomen der massenhaften Inhaftierung Afroamerikaner befasst, wurde zum meistgelesenen Fachtext über das amerikanische Strafjustizsystem, der je veröffentlicht wurde. Darin schildert Alexander, wie es möglich war, dass sich, unter dem Deckmantel der Kriminalitätsbekämpfung, ein neues System rassistischer Ausgrenzung etablieren konnte. Beispielsweise konnte nachgewiesen werden, dass der Anteil Afroamerikaner, die mit Drogen handeln und diese konsumieren, zwar nicht überproportional erhöht ist, sie aber dennoch rund drei Viertel der Gefängnispopulation stellen, die aufgrund von Drogendelikten inhaftiert wurde. Doch auch in den Bereichen der Arbeits- und Wohnungssuche, bei der Beantragung von Sozialleistungen und im Wahlrecht kommt es noch immer zu Diskriminierung aus rassistischen Motiven.

## Bibliotheken
- African American Museum and Library at Oakland
- Martin Luther King Jr. Memorial Library